# 2台のピアノのためのソナタ (モーツァルト)
2台のピアノのためのソナタ（2だいのピアノのためのソナタ）とは、ピアノ二重奏のために作曲されたピアノソナタである。本項ではヴォルフガング・アマデウス・モーツァルトの作品について扱う。
モーツァルトはピアノやオルガンなどの鍵盤楽器を1人で1台演奏する曲（独奏曲）の他に、2人で1台演奏するもの（連弾曲）や、2人で2台演奏するもの（ピアノ二重奏曲）も作曲しており、これらの曲名には「四手のための」（zu vier Händen）あるいは「2台のピアノのための」（für zwei Klaviere）と付されている。なお、ピアノ協奏曲にも複数台のピアノが演奏されるものがある。

## 概要
モーツァルトが作曲しようとした「2台のピアノのためのソナタ」は複数あるが、このうち「2台のピアノのためのソナタ」として完成したのは1曲のみであり、それ以外は断片として残っているソナタ楽章か「四手のためのピアノソナタ」として完成したものである。また、モーツァルトは2台のピアノのためのピアノ曲としてピアノソナタの他にフーガなども作曲している。

## 2台のピアノのためのソナタ

### 2台のピアノのためのソナタ ニ長調 K.448 (375a)

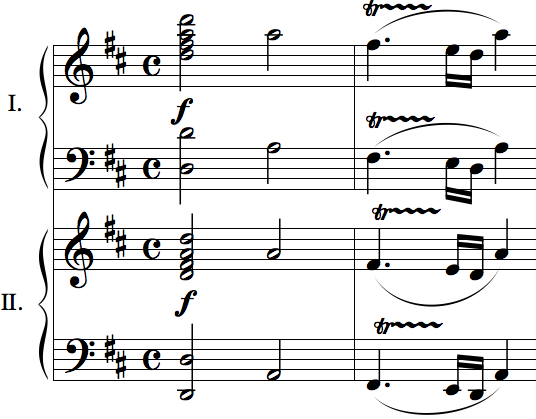
2台のピアノのためのソナタ ニ長調 K.448 第1楽章より冒頭部分

2台のピアノのためのソナタ ニ長調 K.448 (375a) (Sonate in D für zwei Klaviere) は、モーツァルトが25歳の時にウィーンで作曲、1781年11月に完成した。
- 第1楽章 Allegro con spirito ニ長調 4分の4拍子 ソナタ形式
- 第2楽章 Andante ト長調 4分の3拍子 ソナタ形式
- 第3楽章 Molto allegro ニ長調 4分の2拍子 ロンド形式

モーツァルトにはヨーゼファ・バルバラ・アウエルンハンマーという女性の優れたピアノの弟子がいたが、この曲は2人で弾くために作曲され、1781年11月23日に彼女の家で開かれたコンサートで初演された。草稿の欄外に赤インクで1784と書かれているためK.448となったが、1781年11月24日の父宛の手紙にモーツァルト自身とアウエルンハンマーがこの曲を演奏したことが書かれていたことなどから、1781年11月の作と推定されるようになった。
モーツァルトは弟子の中でもアウエルンハンマーの才能をとりわけ高く評価しており、貴重な時間を毎日2時間彼女のレッスンに割き、何度も共演したり曲を書いたりしている。しかしその一方で、モーツァルトに好意を寄せる彼女の厚かましい言動に閉口し、「もし画家が悪魔をありのままに描こうと思ったら、彼女の顔を頼りにするにちがいありません。……彼女は田舎娘のようにデブで、汗っかきで、吐き気を催すほどです」(1781年8月22日付)と手紙に彼女の容姿を書いている。この曲に連弾ではなく2台のピアノを用いたことに、彼女の才能と容姿に対するモーツァルトの評価を関連させて見る向きもある。
クラシック音楽をテーマとした二ノ宮知子の漫画作品『のだめカンタービレ』で主人公の千秋真一と野田恵（のだめ）が初共演した曲として登場し、知名度が上がった。

### 2台のピアノのためのソナタ楽章 変ロ長調（断片）K.Anh. 42 (375b)
2台のピアノのためのソナタ楽章 変ロ長調（断片）K.Anh. 42 (375b) (Grave und Presto in B für zwei Klaviere) は1782年の春、モーツァルトが26歳の時にウィーンで作曲した52小節の断片である。

### 2台のピアノのためのソナタ楽章ないしロンド・フィナーレ 変ロ長調（断片） K.Anh. 43 (375c)
2台のピアノのためのソナタ楽章ないしロンド・フィナーレ 変ロ長調（断片） K.Anh. 43 (375c) (Sonatensatz in B für zwei Klaviere) は1782年の春、モーツァルトが26歳の時にウィーンで作曲した16小節の断片である。

## 2台のピアノのためのフーガ

### 2台のピアノのためのフーガ ハ短調 K.426
2台のピアノのためのフーガ ハ短調 K.426 (Fuge in c für zwei Klaviere) は、モーツァルトが27歳の時にウィーンで作曲、1783年12月29日に完成したフーガである。1788年、弦楽合奏用に編曲し、冒頭にアダージョの序奏を追加した（アダージョとフーガ K.546）。

### 2台のピアノのためのフーガ ト長調（断片） K.Anh. 45 (375d)
2台のピアノのためのフーガ ト長調（断片）K.Anh. 45 (375d) (Fuge in G für zwei Klaviere) は1782年、モーツァルトが26歳の時にウィーンで作曲した23小節の断片である。

## その他の2台のピアノのための曲

### 2台のピアノのためのラルゲットとアレグロ 変ホ長調（断片） K.deest
2台のピアノのためのラルゲットとアレグロ 変ホ長調（断片）K.deest (Larghetto und Allegro in Es für zwei Klaviere) は、1781年の秋、モーツァルトが25歳の時にウィーンで作曲したとされる108小節の断片。マクシミリアン・シュタードラーが補筆している。

### 2台のピアノのためのアレグロ ハ短調（断片） K.Anh. 44 (426a)
2台のピアノのためのアレグロ ハ短調（断片）K.Anh. 44 (426a) (Allegro in c für zwei Klaviere) は、1783年12月、モーツァルトが27歳の時にウィーンで作曲した22小節の断片である。